# アグロインダストリー
アグロインダストリーは農業資源を基にした工業を指す言葉。1970年代より呼称されるようになり、製粉業、食肉加工業、油脂工業、精糖業、嗜好作物加工業などを指す。ラテンアメリカなどの旧来の農業国に使われることが多い。
バイオテクノロジーの発達により技術促進が期待されているほか、バイオ燃料の普及と一般化によって規模が拡大している。
その反面、天候、市況による影響を受けやすく、工業の拡大による乱開発などさまざまな問題を抱えている。